# Dorfkirche Gröben

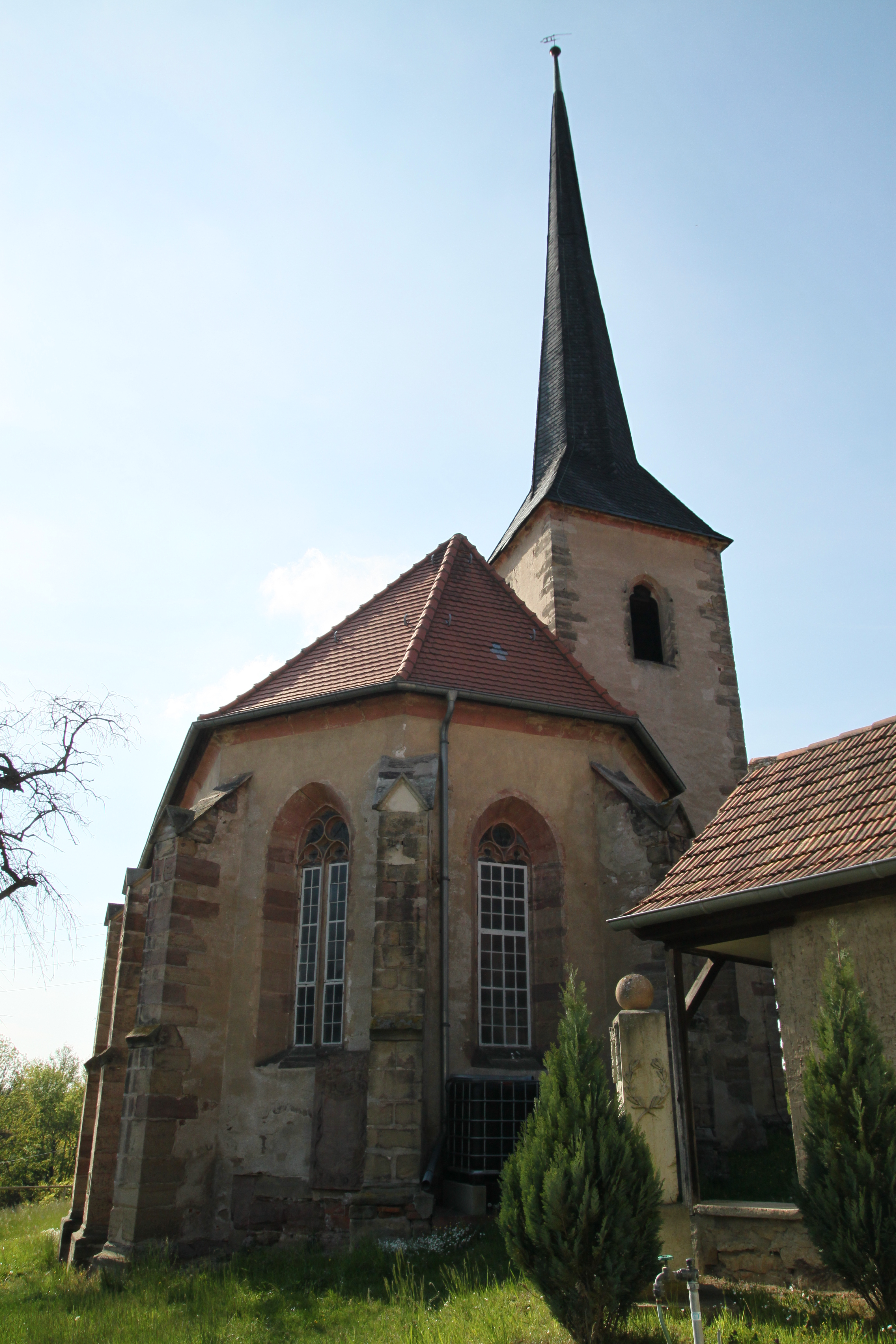
Dorfkirche in Gröben

Die Dorfkirche Gröben steht im Ortsteil Gröben der Gemeinde Schlöben im Saale-Holzland-Kreis in Thüringen. Sie gehört zur Kirchengemeinde Schöngleina im Kirchenkreis Eisenberg der Evangelischen Kirche in Mitteldeutschland.

## Geschichte
Die Kirche wurde um das Jahr 1482 gebaut. Der Kirchturm besitzt einen spitzen Helm. Der Chor mit Sternengewölbe ist gotisch. Berater bei der Restaurierung war Horst Jährling.
An der Chor-Nordseite ist der Zugang zur Sakristei im Turmgeschoss, daneben befindet sich eine schmale Pforte zum ersten Turmobergeschoss.